# Kenneth Gustavsson
Kenneth Gustavsson (* 15. September 1983) ist ein schwedischer Fußballspieler. Der Abwehrspieler schaffte mit GAIS den Durchmarsch aus der Drittklassigkeit in die Allsvenskan.

## Werdegang
Gustavsson spielte in der Jugend für IFK Hindås. 2002 wechselte er zu GAIS in die drittklassige Division 2. Als junger Ergänzungsspieler schaffte er 2003 mit der Mannschaft den Aufstieg in die Superettan. In der Zweitligaspielzeit 2004 konnte er sich unter dem neuen Trainer Roland Nilsson als Stammkraft etablieren und kam in 28 der 30 Saisonspiele zum Einsatz. Nach zwei Jahren Zweitklassigkeit qualifizierte sich die Mannschaft als Tabellendritte für die Relegationsspiele gegen Landskrona BoIS. Mit einem 2:1-Erfolg und einem 0:0-Unentschieden stieg Gustavsson mit dem Klub in die Allsvenskan auf.
Wegen einer Knocheninfektion im Bein, die von Spezialisten in den Vereinigten Staaten behandelt werden musste, kam Gustavsson in seiner ersten Erstligasaison jedoch kaum zum Einsatz. Nach seiner Rückkehr auf den Fußballplatz konnte er sich wieder als Stammspieler etablieren und verpasste in der Spielzeit 2007 nur eines der 26 Saisonspiele. Beim 3:1-Erfolg über Trelleborgs FF im Juli des Jahres konnte er sich zudem erstmals in der schwedischen Eliteserie in die Torschützenliste eintragen, als er einen Freistoß zum 2:0-Zwischenstand direkt verwandelte.
Parallel zu seiner Fußballkarriere absolvierte Gustavsson ein Studium zum Volkswirt an der Technischen Hochschule Chalmers in Göteborg.